# Zola interrupta
Zola interrupta är en fjärilsart som beskrevs av Louis Beethoven Prout 1916. Zola interrupta ingår i släktet Zola och familjen mätare. Inga underarter finns listade i Catalogue of Life.